# Amadou Ly
Amadou Ly né le 2 février 1988 au Sénégal, est un acteur, scénariste et producteur  sénégalo-américain. Il est principalement connu pour ses rôles Twilight, chapitre V: Révélation, 2e partie, et The Tested. En 2006, son histoire fait la Une du New York Times, à la suite de la victoire de son équipe au championnat régional de robotique de New York et à son statut d'immigrant. Des personnalités américaines, telles que George Bush, Hillary Clinton, ainsi que des membres du Congrès et des célébrités hollywoodiennes comme Angelina Jolie et Brad Pitt, interviennent en sa faveur afin qu'il puisse obtenir sa citoyenneté américaine.

## Biographie
Amadou Ly est né au Sénégal. Le 10 septembre 2001, à l'âge de 13 ans, Amadou Ly et sa mère sont arrivés aux États-Unis pour vivre à Harlem. En 2002, sa mère retourne au Sénégal et le quitte à l'âge de 14 ans. Il fait la navette entre New York et chez un ami de la famille dans l'Indiana. En 2004, il est retourné à New York en tant que lycéen et s'est efforcé de s'enraciner. Les amis de son club de technologie parascolaire sont devenus sa famille et il a excellé dans la robotique.
En 2006, au cours de sa dernière année de lycée, son équipe de l'Est d'Harlem a remporté un concours régional de fabrication de robots. Amadou Ly, qui n'avait pas de pièce d'identité délivrée par le gouvernement, n'a pas pu prendre l'avion avec ses coéquipiers pour se rendre à la finale nationale à Atlanta, en Géorgie.
Plus important encore, il était confronté à un problème plus grave que la publicité l'a forcé à révéler. Il n'avait pas de statut légal lui permettant de rester aux États-Unis. Le personnel encadrant le club de technologie s'est mobilisé pour l'envoyer en train et a contacté les médias pour obtenir de l'aide sur son statut d'immigrant. Des fonctionnaires et d'autres personnes ont demandé au ministère de la sécurité intérieure de l'autoriser à rester dans le pays. Une longue bataille pour l'immigration s'est ensuivie, et il a finalement obtenu la résidence permanente pour vivre aux États-Unis, ce qui lui a permis d'aller à l'université.

## Carrière
Amadou Ly a pris des cours de théâtre pour améliorer ses talents d'orateur et s'est découvert un nouveau talent. Il a commencé sa formation à New York avec William Esper. Une fois diplômé, et après avoir consolidé sa situation aux États-Unis, Amadou Ly déménage à Hollywood. Il monte sur scène à l'Actors Playpen Theatre dans Sex, Relationships and Sometimes Love, et il ne faut pas longtemps à un agent pour déceler son potentiel. Amadou Ly décroche rapidement un rôle dans le film à succès Twilight, chapitre V: Révélation, 2e partie où il incarne Henri, un vampire français. Le film remporte un succès retentissant, générant plus de 1,7 milliard de dollars au box-office mondial. Cette performance conduit Universal Studios à acheter les droits de l'histoire de sa vie pour en faire un film.
Parallèlement à sa carrière d'acteur, Amadou Ly s'engage activement dans des causes sociales, notamment en tant que leader de Black Lives Matter. En 2020, il est largement médiatisé pour son rôle de leader dans les manifestations après la mort de George Floyd, ce qui lui vaut le prix du leadership de l'American Immigration Council.

## Vie privée
Le 27 août 2014, Amadou Ly est devenu citoyen américain en récitant le serment d'allégeance lors d'une cérémonie de naturalisation judiciaire à Los Angeles. Résidant à Los Angeles, il est toujours acteur.

## Filmographie
- 2012 : Twilight, chapitre V: Révélation, 2e partie, Henri[6]
- 2010 : The Tested; James Luc
- 2007 : L'embrasement